# Kingsburgh Motor Construction Company
Kingsburgh Motor Construction Company war ein britischer Hersteller von Automobilen.

## Unternehmensgeschichte
Das Unternehmen wurde 1900 im Edinburgher Stadtteil Granton gegründet. Die Kutschenmanufaktur Madelvic Carriage Company wurde übernommen. 1901 begann die Produktion von Automobilen. Der Markenname lautete Kingsburgh. 1902 endete die Produktion. Stirling’s Motor Carriages übernahm das Unternehmen.

## Fahrzeuge
Zunächst entstanden Elektroautos im Stile des Madelvic. Daneben gab es den 12 HP mit einem Ottomotor. Der Zweizylindermotor leistete 12 PS. Ein vierzehnsitziger Omnibus nahm 1901 am Scottish Automobile Club Run teil.